# Géométrie intégrale

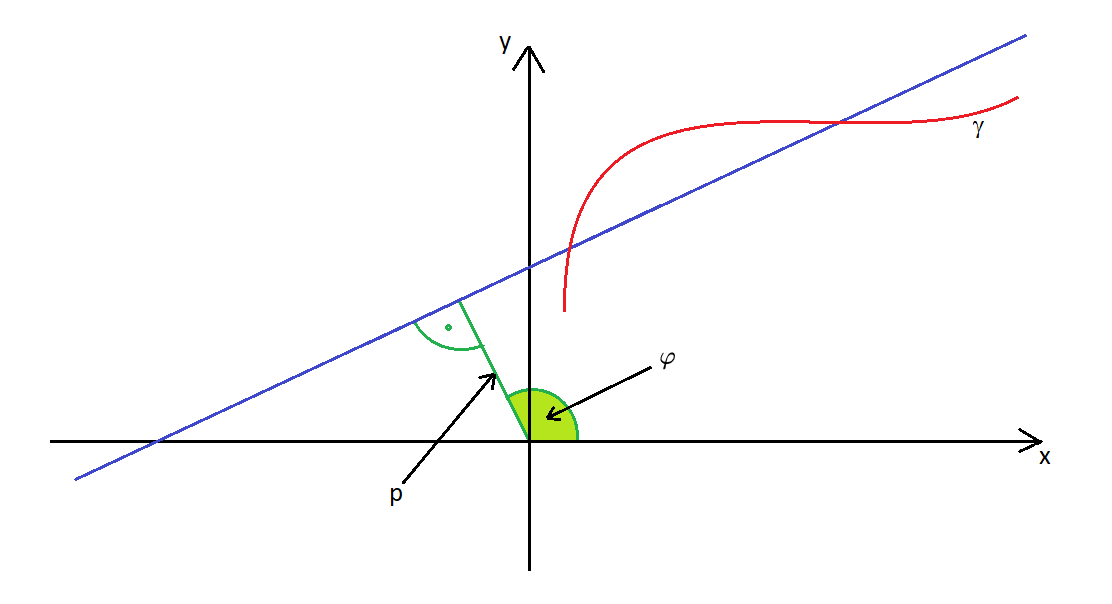
Exemple de Géométrie intégrale : la Formule de Crofton.

En mathématiques, le terme « géométrie intégrale » est utilisé pour désigner un ensemble de résultats et de méthodes de calcul visant à déterminer, par des moyens analytiques, des quantités de nature géométrique.

## Domaines
L'usage traditionnel de ce terme est celui introduit par Luis Santaló (en) et Wilhelm Blaschke. Il provient de la formule de Crofton permettant d'exprimer la longueur d'une courbe plane comme l'espérance mathématique du nombre d'intersections avec une droite du plan aléatoire.
Ici, le terme aléatoire est à prendre suivant des considérations de symétries.
Il existe un espace de lignes du plan, sur lequel le groupe affine du plan agit. Une mesure de probabilité invariante par le groupe de symétries peut être définie sur cet espace. Si, comme dans ce cas, on ne trouve qu'une unique mesure invariante, cela résout le problème de formuler précisément ce que le terme droite aléatoire veut dire ; l'espérance mathématiques revient donc à effectuer une intégration avec cette mesure. 
On peut alors voir la géométrie intégrale au sens de Santalo, comme l'application de la théorie des probabilités (comme axiomatisée par Kolmogorov) dans le contexte du programme d'Erlangen de Klein. En effet, cette approche consiste en l'utilisation de mesure invariante sur des espaces homogènes (de préférence compacts) de groupes de Lie ; et l'évaluation d'intégrales sur des formes différentielles.
Une application très célèbre est le problème de l'aiguille de Buffon : faire tomber une aiguille sur un parquet de lattes puis calculer la probabilité que celle-ci se trouve sur au moins deux lattes. Plus généralement, cette approche peut être appliquée à de nombreux processus stochastiques en relation avec des problèmes géométriques.
Un des résultats les plus célèbres de ce domaine est le théorème de Hadwiger.
Le sens donné plus récemment au terme de « géométrie intégrale » est celui d'Israel Gelfand. Il s'applique aux transformations intégrales, faisant intervenir la transformée de Radon.